# فيلق سي 4 آي

علم الشعبة

فيلق سي ٤ آي (بالعبرية: חיל התקשוב‏) ( Heyl HaTikshuv)، أو فيلق المعالجة عن بعد ، هو فيلق دعم قتالي تابع لقوات الدفاع الإسرائيلية (IDF) تحت قيادة فرع المعالجة عن بعد، الذي كان يُعرف سابقًا باسم مديرية خدمات الكمبيوتر [الإنجليزية] . يعتبر فرقة سي ٤ آي مسؤولاً عن جميع مجالات المعالجة والاتصالات في الجيش الإسرائيلي. يُعرف قائد الفيلق بأنه كبير ضباط المعالجة عن بعد وهو ضابط برتبة " تات ألوف "، أي ما يعادل عميد جنرال في جيش الولايات المتحدة الأمريكية . والقائد الحالي للفيلق هو يوسي كارادي.

شارة مديرية خدمات الحاسوب

## التاريخ

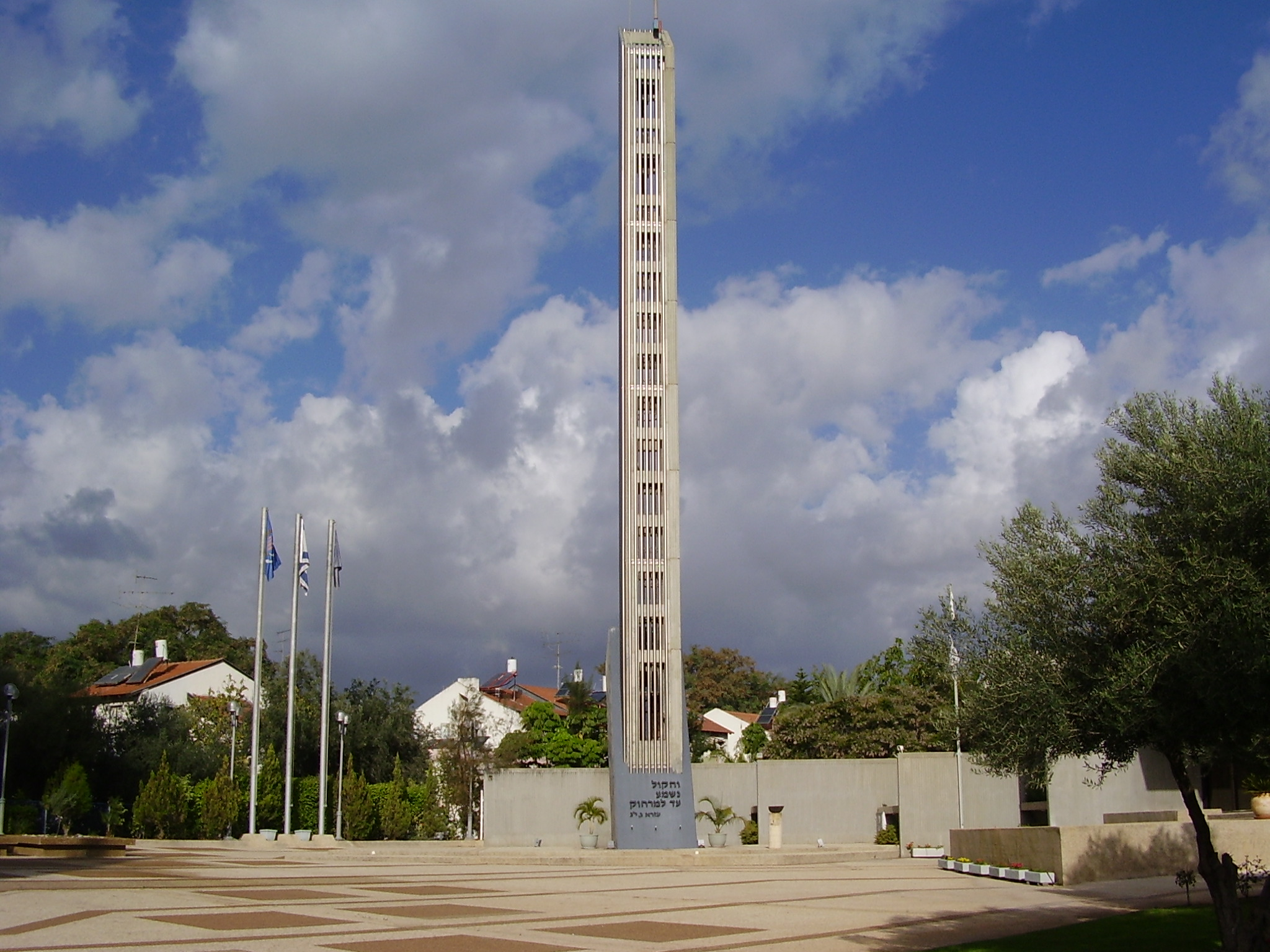
نصب تذكاري لضحايا فيلق الاتصالات في يهود، إسرائيل مع آية الكتاب المقدس التوراه - عزرا 3: 13

تأسست خدمة اتصالات الميليشيات الهاغاناه عام 1937 قبل تأسيس دولة إسرائيل ، وفي نفس العام عُقدت الدورة الأولى لمشغلي الراديو بنظام شفرة مورس . في ذلك الوقت، أثناء الانتداب البريطاني على فلسطين ، قاموا بتشغيل 12 محطة إذاعية تحت الأرض. وفي عام 1938 أحضروا 150 حمامًا زاجلًا إلى البلاد. في عام 1939، تم تفعيل أول محطة إذاعية يديرها الإيتسل، والمعروفة أيضًا باسم الإرغون . أقيمت أول دورة لضباط الاتصالات عام 1947. أثناء حصار القدس ، تم تركيب معدات اتصالات لاسلكية على مركبات البلماح المدرعة التي صعدت إلى المدينة.
بعد قيام دولة إسرائيل والجيش الإسرائيلي، تم إنشاء فيلق الاتصالات في 14 أكتوبر 1948.
مع إنشاء مديرية خدمات الكمبيوتر في عام 2003، أصبح فيلق سي ٤ آي إحدى الوحدات التابعة لها. في عام 2005، كجزء من التغييرات التنظيمية الشاملة في قيادة القوات البرية ، أصبح فيلق سي ٤ آي مع فيلق الذخائر ، فيلق اللوجستيات ، والفيلق المساعد عناصر تابعة لذلك المقر. وفي عام 2007 تقرر إعادة فريق سي ٤ آي إلى مديرية خدمة الكمبيوتر . وفي عام 2008 تم تنفيذ القرار.

## القادة
| اسم                  | فترة                      | ملحوظات                                              |
| -------------------- | ------------------------- | ---------------------------------------------------- |
| يعقوب ياناي          | نوفمبر 1945 – نوفمبر 1949 |                                                      |
| اسحق الموج           | نوفمبر 1949 – أغسطس 1954  |                                                      |
| ارييل عميعاد         | أغسطس 1954 – سبتمبر 1957  |                                                      |
| يشعياهو لافي         | سبتمبر 1957 – يونيو 1962  | تم تغيير اسم الفيلق إلى فيلق الاتصالات والإلكترونيات |
| زلمان شاليف          | يونيو 1962 – أغسطس 1966   |                                                      |
| موشيه جيدرون         | أغسطس 1966 – أغسطس 1972   | قائد أول برتبة عميد                                  |
| شلومو عنبار          | أغسطس 1972 – أكتوبر 1975  |                                                      |
| يسرائيل زمير         | أكتوبر 1975 – أغسطس 1979  |                                                      |
| تسفي عميد            | أغسطس 1979 – سبتمبر 1982  |                                                      |
| موتي دغان            | سبتمبر 1982 – سبتمبر 1986 |                                                      |
| بيني ميدان           | سبتمبر 1986 – مايو 1990   |                                                      |
| شلومو واكس           | مايو 1990 – سبتمبر 1993   |                                                      |
| افيهو ديستيلمان      | سبتمبر 1993 – سبتمبر 1996 |                                                      |
| هرتزل هلالي          | سبتمبر 1996 – يوليو 1999  |                                                      |
| موشيه ماركوفيتز      | يوليو 1999 – أغسطس 2002   |                                                      |
| أرنون زوارتس         | أغسطس 2002 – سبتمبر 2005  | تم تغيير الإسم إلى فرقة سي ٤ آي                      |
| شموليك كينان         | سبتمبر 2005 – سبتمبر 2008 | [ 1 ]                                                |
| ناحوم باسلو          | سبتمبر 2008 – سبتمبر 2011 | [ 2 ]                                                |
| ايال زيلينجر         | سبتمبر 2011 – يوليو 2015  | [ 3 ]                                                |
| نتانئيل (ناتي) كوهين | يوليو 2015 - مايو 2018    |                                                      |
| ياريف نير            | مايو 2018 - يوليو 2021    |                                                      |
| يوسي كرادي           | يوليو 2021 – الحاضر       |                                                      |